# Emmetten
Emmetten es una comuna suiza del cantón de Nidwalden, situada al extremo nororiental del cantón, en la rivera inferior del lago de los Cuatro Cantones. Limita al norte con las comunas de Gersau (SZ) e Ingenbohl (SZ), al este con Seelisberg (UR), al sur con Isenthal (UR), y al oeste con Beckenried.
Tiene una población de 1200 personas, de las cuales el 12% es de nacionalidad extranjera (2002). Hay 100 negocios locales que emplean a 350 personas. El 25% de éstos están en el sector agrícola, el 18% en industria y comercio, y el 57% en servicios. La localidad de Schöneck hace parte del territorio comunal.

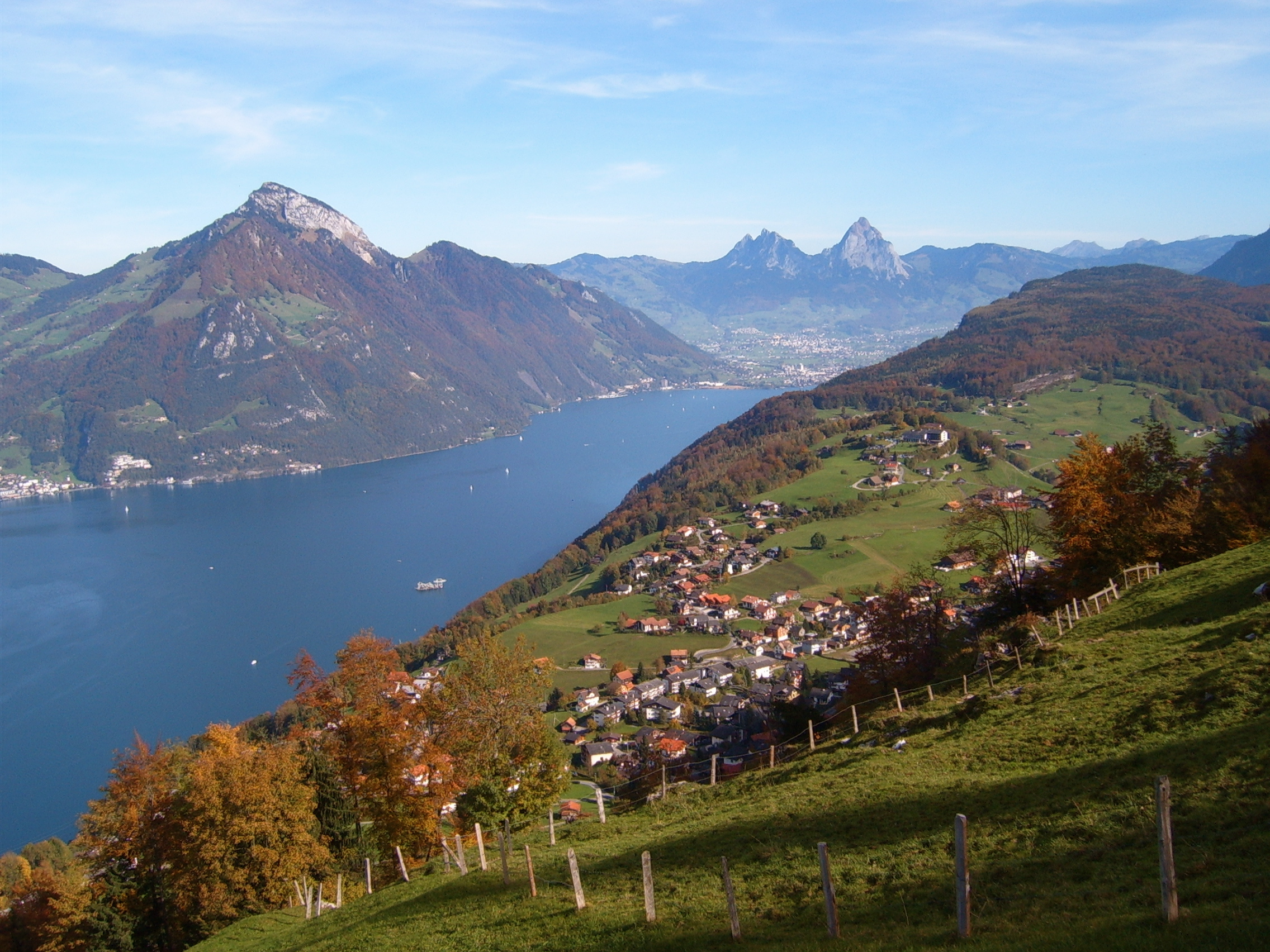
Emmetten y el Lago de los Cuatro Cantones.